# James Emelius Broome
Pour les articles homonymes, voir Broome.
James Emelius Broome (15 décembre 1808 – 23 novembre 1883) est un homme politique américain qui fut gouverneur de Floride de 1853 à 1857.

## Biographie
James Emelius Broome est né le 15 décembre 1808 à Hamburg en Caroline du Sud. En 1837, il s'installe  à Tallahassee en Floride et devient l'un des planteurs les plus importants de l'État.
Broome est élu gouverneur de Floride en 1852 et occupe ce poste jusqu'en 1857. Il siège ensuite au Sénat de Floride de 1860 à 1864 puis se retire de la vie politique l'année suivante.
Il meurt le 23 novembre 1883 à DeLand en Floride.